# Adolf von Kries (General)
Adolf Gustav von Kries (* 12. Dezember 1850 in Friedenau, Landkreis Thorn; † 31. Mai 1942 in Schönfeld) war ein preußischer Generalleutnant.

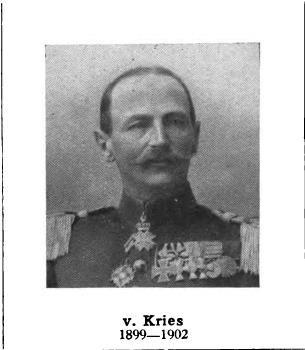

## Leben

### Herkunft
Adolf war ein Sohn des Gutsbesitzers Konrad von Kries (1814–1886) und dessen Ehefrau Marie, geborene von Götzendorff-Grabowski (1820–1887). Er hatte noch sieben Geschwister, darunter der Politiker Kurt von Kries (1848–1929).

### Militärkarriere
Nach seinem Abitur am Gymnasium in Thorn studierte Kries zunächst Jura an der Universität in Berlin und trat am 1. April 1869 als Einjährig-Freiwilliger in das Kaiser Alexander Garde-Grenadier-Regiment Nr. 1 der Preußischen Armee ein. Bis Mitte Februar 1870 avancierte er zum Sekondeleutnant. Nach der Mobilmachung anlässlich des Krieges gegen Frankreich war er vom 22. August bis zum 22. Dezember 1870 stellvertretender Adjutant des Füsilier-Bataillons und nahm an den Kämpfen bei Gravelotte, Sedan, vor Paris und bei Le Bourget teil.
Ausgezeichnet mit dem Eisernen Kreuz II. Klasse stieg Kries nach dem Friedensschluss am 1. Januar 1872 zum Adjutanten des Füsilier-Bataillons auf. Ab Oktober 1875 absolvierte er zur weiteren Ausbildung für drei Jahre die Kriegsakademie. Zwischenzeitlich zum Premierleutnant befördert, war er ab Januar 1882 auf ein Jahr zum 2. Garde-Feldartillerie-Regiment kommandiert. Nachdem Kries Mitte November 1884 zum überzähligen Hauptmann aufgerückt war, wurde er drei Monate später zum Kompaniechef ernannt. In dieser Eigenschaft nahm er im Frühjahr 1885 an der Generalstabsübungsreise im Bereich des Gardekorps teil. Mitte Oktober 1889 folgte seine Kommandierung zur Dienstleistung beim Kriegsministerium, bevor er am 24. März des Folgejahres unter Beförderung zum Major dorthin versetzt wurde.
Mit der Ernennung zum Kommandeur des III. Bataillons im Pommerschen Infanterie-Regiment Nr. 34 trat Kries am 16. Juni 1891 in den Truppendienst zurück. Daran schloss sich am 22. März 1895 eine Verwendung als Kommandeur des Pommerschen Jäger-Bataillons Nr. 2 an. In dieser Eigenschaft avancierte er Mitte Juni 1896 zum Oberstleutnant und Ende Januar 1899 zum Oberst. Vom 16. Februar 1899 bis zum 21. April 1902 war Kries Kommandeur des 6. Rheinischen Infanterie-Regiments Nr. 68 und anschließend als Generalmajor Kommandeur der 74. Infanterie-Brigade in Stettin. Im März 1903 erhielt er die Erlaubnis, dass ihm von seinem Regimentschef Ferdinand von Rumänien verliehene Großoffizierskreuz des Ordens der Krone von Rumänien anzunehmen und anlässlich des Ordensfestes verlieh ihm Wilhelm II. im Januar 1904 den Roten Adlerorden II. Klasse mit Eichenlaub. In Genehmigung seines Abschiedsgesuches wurde er am 16. März 1905 unter Verleihung des Charakters am Generalleutnant mit der gesetzlichen Pension zur Disposition gestellt.
Während des Ersten Weltkriegs wurde Kries als z.D.-Offizier wiederverwendet und fungierte vom 4. August 1914 bis zum 10. Juni 1918 als Kommandant von Altona und über die Truppen in Hamburg und Wandsbek. In dieser Eigenschaft erhielt er die Silberne Spange zum Eisernen Kreuz von 1870.
Er war Rechtsritter des Johanniterordens.

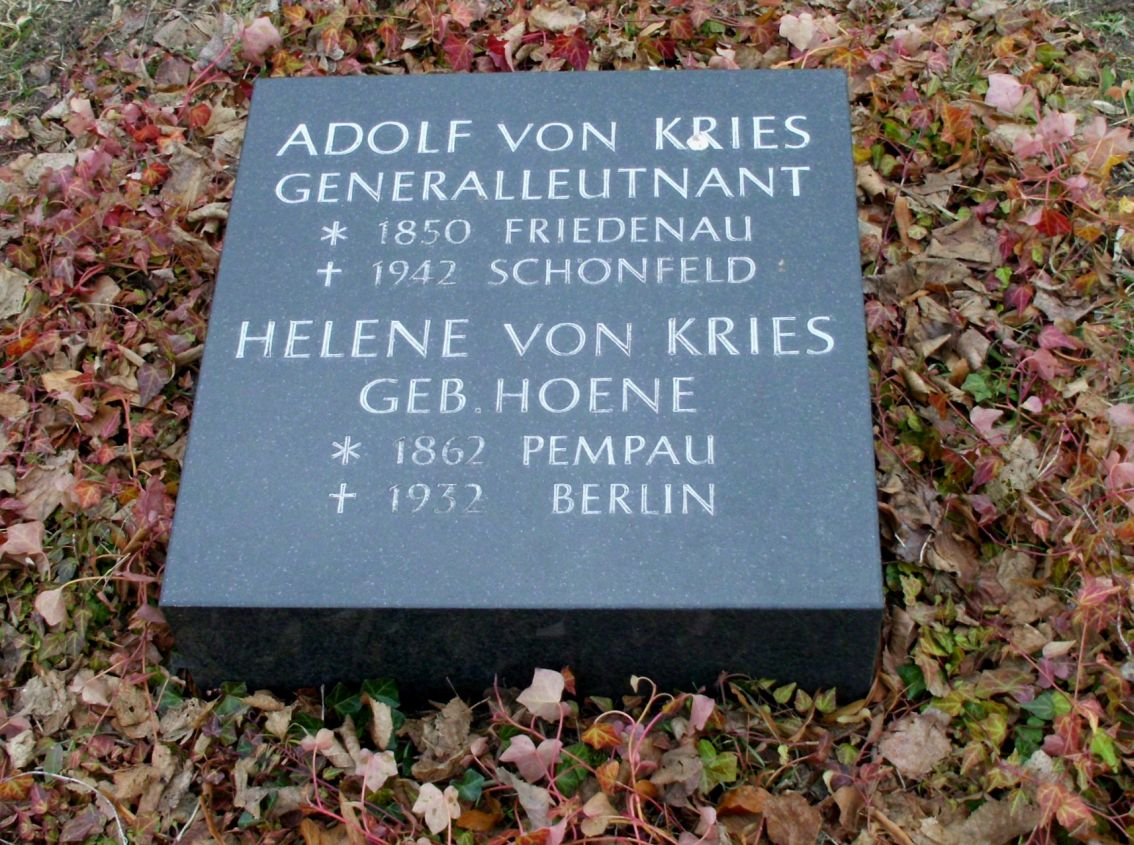
Gedenkstein auf dem Berliner Invalidenfriedhof

### Familie
Kries hatte sich am 13. Oktober 1892 in Pempau mit Helene Hoene (1862–1932) verheiratet. Aus der Ehe gingen die Kinder Helene (* 1893), Konrad (* 1895), Otto (* 1898) und Maragrete (* 1907) hervor.

## Schriften
- Geschichte des Kaiser Alexander Garde Grenadier Regiments Nr. 1. Verlag Paul Leist, Berlin 1889.
- Auszug aus der Geschichte des Kaiser Alexander Garde-Grenadier-Regiments Nr. 1 für den Unterricht und zum Gebrauch der Mannschaften. Berlin 1907.